# Cornelia Urban

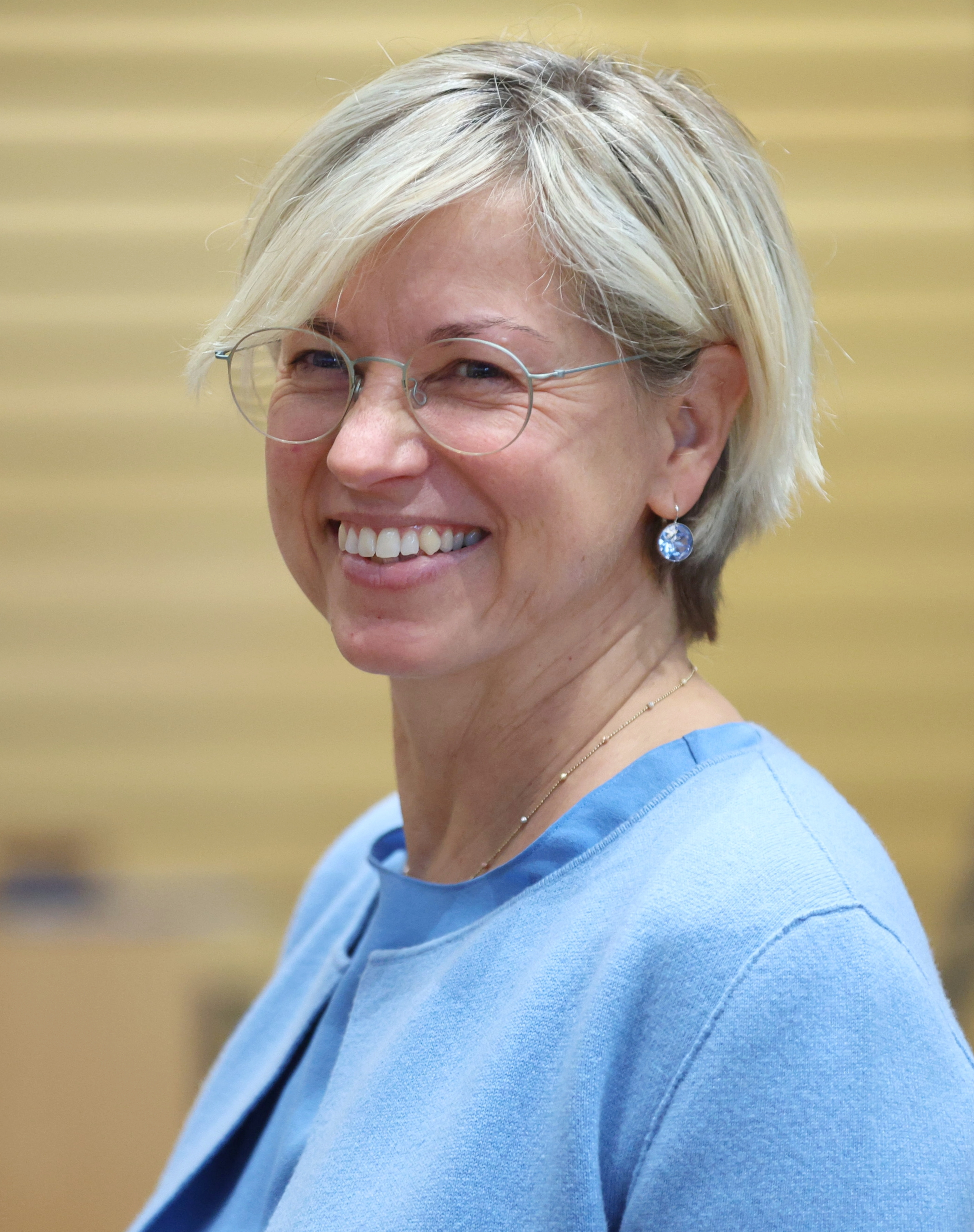
Cornelia Urban (2024)

Cornelia Urban (ehemals Cornelia Klisch; * 24. September 1972 in Erfurt) ist eine deutsche Politikerin (SPD). Sie ist seit 2019 Mitglied des Thüringer Landtages.

## Leben
Nach dem Abitur im Jahr 1991 am Heinrich-Mann-Gymnasium Erfurt und einem Auslandsjahr in Frankreich und Italien studierte Cornelia Klisch bis 1998 Medizin an der Friedrich-Schiller-Universität Jena und wurde promoviert. Währenddessen absolvierte sie Auslandssemester in Bologna und Chicago. Danach arbeitete sie in den Jahren 1999 bis 2004 als Assistenzärztin an der Klinik für Neurologie der Universität Freiburg im Breisgau und am Helios Klinikum Erfurt. Sie ließ sich 2006 in Erfurt nieder, wo sie bis heute als Fachärztin für Neurologie tätig ist.
Cornelia Klisch bekam zwei Kinder und war geschieden. Im Dezember 2022 heiratete sie erneut. Sie änderte ihren Namen nach der Kommunalwahl 2024 und der Landtagswahl 2024 in Cornelia Urban, indem sie an ihrem Geburtstag, dem 24. September, den Familiennamen ihres Ehemannes annahm.

## Partei und Politik
Cornelia Urban gehörte seit 2007, mit Unterbrechung, dem Landesvorstand der SPD Thüringen an und wurde 2022 als stellvertretende Landesvorsitzende erneut bestätigt. 2024 trat sie nicht zur Wiederwahl an.
Darüber hinaus war sie in der Arbeitsgemeinschaft der Frauen tätig, in der sie von 2006 bis 2014 dem Bundesvorstand angehörte und von 2008 bis 2014 den Thüringer Landesvorsitz innehatte. Von 2015 bis 2022 war sie Bundesvorstandsmitglied der Sozialdemokraten im Gesundheitswesen, deren Thüringer Landesteil sie von 2016 bis 2019 als Vorsitzende anführte.
Von 2009 bis 2020 hatte sie ein Mandat im Erfurter Stadtrat inne. Bei der Kommunalwahl 2024 wurde sie erneut in den Stadtrat gewählt. Nach ihrer Wahl in den Landtag 2024 kündigte sie die Niederlegung ihres Mandats an.
Seit 2023 ist sie Vorsitzende des Kreisverbandes Erfurt.

### Landtag
Bei der Landtagswahl in Thüringen 2019 kandidierte sie für die SPD im Erfurter Süden (Wahlkreis Erfurt IV) und zog über die Landesliste in den Thüringer Landtag ein. Als einzige Ausschussvorsitzende der Thüringer SPD hatte sie den Vorsitz im Landtagsausschuss für Gesundheit, Soziales, Arbeit und Gleichstellung seit 2019 inne.
Bei der Landtagswahl 2024 zog sie erneut über die Landesliste in den Landtag ein. Dort wurde sie zur stellvertretenden Landtagspräsidentin gewählt.

## Standpunkte

### Gesundheit
Cornelia Urban plädiert für eine Erhöhung der Anzahl von Medizinstudienplätzen in Thüringen. Der dafür notwendige Beschluss wurde 2020 vom Landtag getroffen. Ab dem Studienjahr 2021 werden die Medizinstudienplätze in Jena um zehn Prozent erhöht. Zusätzlich soll eine Haus- und Facharztquote eingeführt werden, wonach sechs Prozent der Studienplätze an Bewerber vergeben werden, die sich zur Arbeit in einer von ärztlich unterversorgten oder bedrohten Region verpflichten.
Urban fordert eine 30-Stunden-Woche bei vollem Lohnausgleich sowie eine bessere Bezahlung von Pflegekräften. Sie steht für einen verbindlichen Personalschlüssel, um Pflegekräfte zu entlasten und so die Qualität der Pflege zu erhöhen. Zudem soll es für Pflegekräfte einen Flächentarifvertrag geben. Urban tritt für eine Pflegeversicherung mit Vollkaskoschutz ein, um Altersarmut der Pflegebedürftigen durch hohe Pflegekosten zu verhindern. Um pflegende Angehörige zu entlasten, sollen laut Urban die Kurzzeitpflege und weitere Unterstützungsangebote ausgebaut werden. Auf Bundesebene fordert sie ein Pflegekrankengeld analog zum Kinderkrankengeld.

### Gleichstellung
Sie setzt sich für die Gleichstellung von Frau und Mann ein, insbesondere für eine gleichwertige Bezahlung der Geschlechter sowie eine bessere Vereinbarkeit von Familie und Beruf.

## Ehrungen
- Helene-Weber-Bundespreis 2015[15]